# 이소다촌
이소다촌(磯田村)은 시가현 이누카미군에 설치되었던 촌이다.